# مارك فليتشر
مارك فليتشر (بالإنجليزية: Mark Fletcher)‏ (1 أبريل 1965 ببارنسلي في المملكة المتحدة - ) هو لاعب كرة قدم بريطاني في مركز الدفاع. لعب مع برادفورد سيتي ونادي بارنسلي وماتلوك تاون ‏.